# San Pedrito (Panamá)
Jiküi o San Pedrito  es un corregimiento del distrito de Santa Catalina o Calovébora en la comarca Ngäbe-Buglé, República de Panamá. Fue creado por la Ley 33 del 10 de mayo de 2012, segregándose del corregimiento de Santa Catalina o Calovébora.